# Salles-d’Aude
Salles-d’Aude település Franciaországban, Aude megyében. Lakosainak száma 3280 fő (2022. január 1.). Salles-d’Aude Coursan, Fleury, Vinassan, Nissan-lez-Enserune és Lespignan községekkel határos.

## Népesség
A település népessége az elmúlt években az alábbi módon változott:
| Lakosok száma | 1382 | 1510 | 1710 | 2342 | 3098 | 3215 | 3255 | 3254 | 3251 | 3280 |
|               | 1968 | 1982 | 1990 | 2006 | 2013 | 2015 | 2017 | 2019 | 2020 | 2022 |